# ポリーア
ポリーア（イタリア語: Polia）は、イタリア共和国カラブリア州ヴィボ・ヴァレンツィア県にある、人口約1,000人の基礎自治体（コムーネ）。

## 地理

### 位置・広がり

#### 隣接コムーネ
隣接するコムーネは以下の通り。括弧内のCZはカタンザーロ県所属を示す。
- チェナーディ (CZ)
- コルターレ (CZ)
- フィラデルフィア
- フランカヴィッラ・アンジートラ
- ヤクルソ (CZ)
- マイエラート
- モンテロッソ・カーラブロ
- サン・ヴィート・スッロ・イオーニオ (CZ)

## 行政

### 分離集落
ポリーアには、以下の分離集落（フラツィオーネ）がある。
- Cellia, Poliolo, Tre Croci, Menniti